# ケビン・デュラント
ケビン・ウェイン・デュラント（Kevin Wayne Durant, 1988年9月29日 - ）は、アメリカ合衆国ワシントンD.C.出身のプロバスケットボール選手。NBAのヒューストン・ロケッツに所属している。ポジションはスモールフォワードまたはパワーフォワード。愛称は「KD」。現役選手としては最多となる4度の得点王に輝いており、得点能力に関してはしばしばマイケル・ジョーダンと比較されるなどNBA史上最高のスコアラーの1人として広く知られており、NBA史上最高の選手の1人として数えられることもある。2021年にはNBA75周年記念チームに選出され、リーグ史上最も偉大な選手の1人として称えられた。

## 生い立ち

### AAU時代
デュラントは兄のトニーと共にメリーランド州シート・プレザントで育った。デュラントが8カ月の頃に父は家族のもとを去ってしまったため、幼少期のデュラントを育てたのは母ワンダブラットと祖母のバーバラ・デイビスだったが、彼が13歳の頃に父は家族のもとに戻った 。デュラントもトニーも子供の頃からスポーツに熱中し、キャリア晩年のマイケル・ジョーダンが所属したワシントン・ウィザーズを含むボルチモア近郊のプロスポーツチームを応援した。後にデュラントはジョーダンの名を冠した高校トーナメント大会で大会MVPを獲得している。
デュラントは地元のAAU（アマチュア・アスレチック・ユニオン）のバスケットボールチームで瞬く間に頭角を現す。彼のバスケットキャリアの出発点となったのはAAUのプリンス・ジョージ・ジャガーズだったが、ジャガーズには後にNBA選手となるマイケル・ビーズリーも所属しており、片親だったビーズリーは毎日のようにデュラントの家で朝食を食べて、デュラントと一緒に通学バスに乗るという日々を過ごした。さらにジャガーズにはクリス・ブラズウェルも所属しており、デュラント、ビーズリー、ブラズウェルの3人がチームの中核を担ったジャガーズは無類の強さを誇り、2度の全米優勝に輝くが、1度目の優勝では当時11歳のデュラントが後半だけで18得点を記録するという大活躍を見せている。2003年にジャガーズは解散したため、デュラントはDCブルーデビルズに移り、ここではタイ・ローソンとプレーしている。デュラントの中に大きな可能性を見出したAAUコーチのタラス・ブラウンは、夏の間に1日8時間の個人練習を組むという特訓をデュラントに課した。この猛練習が功を奏し、デュラントの才能は高校に入ってさらに大きく花開くことになる。なお、デュラントが現在も使用している背番号「35」は、子供の頃のデュラントを指導し、35歳の若さで亡くなったコーチ、チャールズ・クレイグに因んでいる。

### 高校キャリア
高校に進学したデュラントは、2年生の時にワシントン・ポストによって地域年間最優秀選手に選ばれる。この頃急激な成長期に突入したデュラントの身長は6フィート8インチ（約203cm）に達する。デュラントを偉大なガードの選手にするために、ガードに必要なあらゆる技術を仕込んでいたタラス・ブラウンの思惑は、デュラントをフォワード級のサイズを持ちながらガードの技術を持つ怪物へと進化させることになった。デュラントは3年生に進級する時、全米有数のバスケット名門校であるオークヒル・アカデミー高校に転校。ここでAAU時代のチームメートであるタイ・ローソンらとプレーし、デュラントは平均19.6得点、8.8リバウンドの成績でパレード誌選出オールアメリカンの2ndチームに選ばれた。更に4年進級時には、故郷に近いモントロス・クリスチャン高校に再度転校し、平均23.6得点、10.9リバウンドまで成績を伸ばす。モントロスを指導していたのは名コーチとして知られているステュー・ヴェターだが、彼はデュラントを「練習熱心で完璧なサイズを持ち、驚くべきシューティング、ボールハンディング、ディフェンス、ポストアップのスキルを備えた選手」と評している。デュラントはマクドナルド選出のオールアメリカンに選ばれ、2006年のマクドナルド高校オールスターゲームではチェイス・バディンジャーと共にMVPを受賞した。高校卒業後の2006年のNBAドラフトにエントリーすれば同学年のグレッグ・オデンとともに上位指名が見込まれたが、2006年からドラフトエントリーに年齢制限が加えられたことにより、高校生によるアーリーエントリーが不可能となったため、デュラントは彼を熱心に勧誘したテキサス大学に進学することにした。

### テキサス大学
デュラントを勧誘したテキサス大のアシスタントコーチ、ラッセル・スプリングマンはデュラントの2006-07シーズンを「全米からのスポットライトを浴びて終えるだろう」と予想したが、果たしてスプリングマンの予言は言葉通りとなった。6フィート9インチ（約206cm）の身長にして7フィート4インチ（約224cm）のウィングスパンを誇るデュラントは、4人の1年生が先発を務めるテキサス大ロングホーンズの先発メンバーの1人に選ばれると、瞬く間に頭角を現す。シーズン開幕後、程なくしてデュラントはカレッジ界最高のオフェンシブ・プレーヤーと評されるようになり、その長身と優れたシュート力を活かした彼のプレーはNBAの名選手、ケビン・ガーネットやダーク・ノヴィツキーらに例えられ、テキサス工科大学戦でデュラントが37得点、23リバウンドを記録した際には、テキサス工科大の名コーチ、ボブ・ナイトによって絶賛された。ロングホーンズのコーチ、リック・バーンズは最初、デュラントのためのセットプレーを導入しようとしたが、むしろそれはデュラントを窮屈にさせるものだと悟り、コート上ではデュラントに自由にプレーさせた。その結果、デュラントは平均25.8得点、11.1リバウンドの成績で得点・リバウンドの2部門で全米ランキングトップ10入りを果たし、シーズン通算903得点はビッグ12カンファレンスの歴代新記録で、NCAAでも歴代2位、通算390リバウンドは同校の歴代新記録となった。デュラントに率いられたロングホーンズはカンファレンス第3位となるシーズン成績25勝10敗を記録し、カンファレンストーナメントを勝ち抜いて決勝に進出。この試合でデュラントは大学キャリアハイタイとなる37得点を記録するなど活躍したが、試合は延長の末に逆転を狙ったショットをデュラントが外してしまい、84-88でテキサス大はカンザス大学の前に惜敗した。NCAAトーナメントでは2回戦まで進出した。

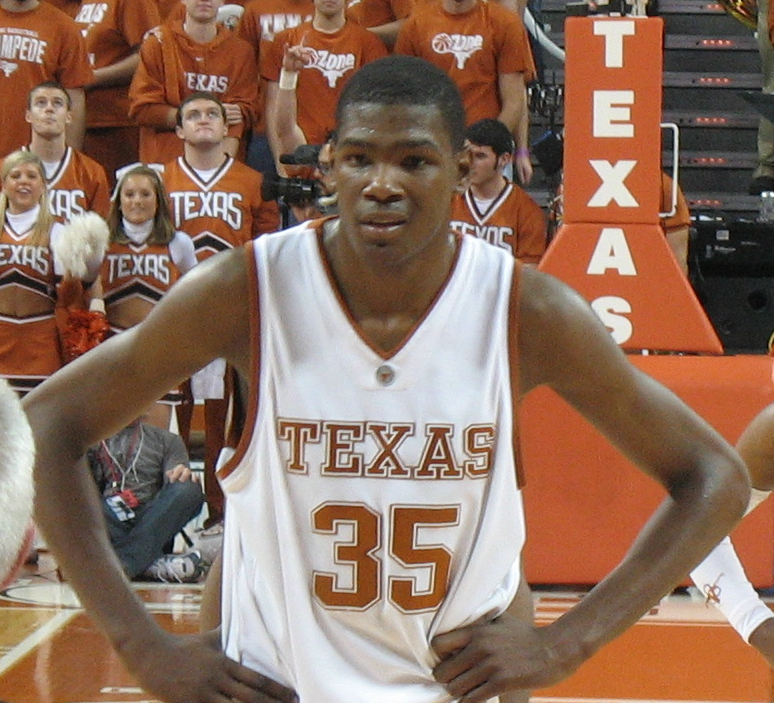
テキサス大時代

デュラントは2006-07シーズンのカレッジバスケ主要個人タイトルを総なめにすることになる。全米バスケットボールコーチ協会選出の年間最優秀選手、オスカー・ロバートソン賞、アドルフ・ラップ賞、AP通信選出年間最優秀選手、ネイスミス・カレッジ年間最優秀選手賞、ジョン・R・ウッデン賞、これら全てにおいて史上初の1年生受賞者となった。2006‐07シーズン終了後にデュラントはNBAドラフトへのアーリーエントリーを宣言し、大学を去ってしまうため、デュラントがテキサス大でプレーしたのは僅かに1年のみだったが、大学は彼が使用していた背番号「35」を永久欠番に指定した。現在ロングホーンズの使用アリーナであるフランク・エーウィン・センターには、テキサス大出身のT・J・フォードにの背番号「11」と共にデュラントの「35」のバナーが飾られている。

### NBAドラフト
2007年のNBAドラフトには多くのスター候補生がエントリーしたため、レブロン・ジェームズらが指名された2003年のNBAドラフト以来の豊作の年として期待された。前述の通り前年からドラフトエントリーに年齢制限が課せられたために2006年のNBAドラフトへのエントリーを見送った選手たちが、こぞってエントリー宣言をしたのである 。デュラントと共に2006-07シーズンのカレッジバスケの話題を二分したもう1人の怪物1年生、グレッグ・オデンもエントリーを宣言し、またフロリダ大学をNCAAトーナメント2連覇に導いたアル・ホーフォード、ジョアキム・ノアらも候補生の名簿に名を連ねた。焦点は1位指名権を獲得したポートランド・トレイルブレイザーズがオデンとデュラントのどちらを指名するかであったが、大方の予想通りトレイルブレイザーズはオデンを指名し、デュラントは2位指名でシアトル・スーパーソニックスに入団することが決まった。ドラフト後には大手スポーツメーカーナイキとの7年総額6000万ドルの巨額契約を結ぶが、この数字は新人としてはレブロン・ジェームズに次ぐ歴代2位の数字となった（アディダスからは7000万ドルの契約を持ちかけられていた）
ドラフト前に行われるプレドラフトキャンプでの候補生の身体・体力検査ではデュラントの成績が注目を集めた。デュラントは84kgのベンチプレスを一度も持ち上げられず、垂直跳も将来のスター候補生としては物足りない66cmを記録し、彼の非力さや身体能力の低さが懸念された。
| ウイングスパン | 垂直跳 | コート3/4（約21m）走 | ベンチプレス（84 kg） |
| -------------- | ------ | -------------------- | --------------------- |
| 225 cm         | 66 cm  | 3.45秒               | 0回                   |

## NBAキャリア

### シアトル・スーパーソニックス
満を持してプロの世界への扉を開いたデュラントだったが、彼が入団したスーパーソニックスは衰退と混乱の最中にあった。スーパーソニックスは2004-05シーズンのプレーオフ進出を最後に見る間に成績が悪化し、またチーム自体は2006年に売却されており、新オーナー陣らはシアトルからオクラホマシティへの移転を計画し、前オーナーやシアトル市との間で裁判沙汰となっていた。先行きが不透明の中、デュラントという金の卵を得たフロント陣はロスターの大改造を決行。デュラントを獲得したドラフト当日にチームのエースだったレイ・アレンをトレードで放出し、さらにもう1人の主力選手だったラシャード・ルイスも手放した。アレンのトレードではドラフトで5位指名されたばかりのジェフ・グリーンを獲得している。スーパーソニックスは新人デュラントを中心としたチームへと生まれ変わり、2007-08シーズンを迎えようとしていた。
2007年10月31日、デュラントはデンバー・ナゲッツ戦でNBA公式戦デビューを飾り、18得点、5リバウンド、3スティールを記録（試合はスーパーソニックスの敗北）。11月16日のアトランタ・ホークス戦ではオーバータイムの末にチームを勝利に導く劇的なスリーポイントショットを決め、ナゲッツとの再戦では37得点、8リバウンド、9アシストを記録するなど、前評判通りの活躍を見せる一方で、プロの洗礼も浴び、大学時代には優秀なリバウンダーとして活躍したが屈強なベテラン選手が犇くNBAのゴール下では思うようにリバウンドは取れず、またシュートセレクションの悪さも目立ち、シーズン前半のフィールドゴール成功率は3割台に沈み、さらにディフェンスの拙さも指摘された。そして多くのスター選手を手放したスーパーソニックスは負けに負け、開幕7連敗を皮切りにシーズン中に2度の10連敗以上を喫している。シーズン後半に入ると少しずつシュートセレクションは改善されていき、レギュラーシーズン最終戦では42得点、13リバウンド、6アシストを記録し、チームを勝利に導いている。最終的には平均20.3得点、4.4リバウンド、2.4アシストの成績を記録した。平均20.3得点は1967-68シーズンにボブ・ルールが記録した平均18.1得点を破るスーパーソニックスの新人記録となった。フリースロー成功率は87.3%の高水準を記録し、課題だったFG成功率も43.0%まで改善されたが、デュラントの最大の武器と言われたスリーポイントシュートの成功率は28.8%と低調だった。そして敗北を重ねたチームはカンファレンス最下位の20勝62敗を記録している。しかしながら新人王レースでは最大の対抗馬であったグレッグ・オデンが膝の故障でシーズンを全休したため、デュラントは2位のアル・ホーフォードに大差をつけて新人王を受賞、シアトル・スーパーソニックスにとっての最後の明るい話題を提供した。
デュラントにとってのルーキーシーズン終了後、スーパーソニックスのオーナー陣とシアトル市との間で和解が成立し、ついにスーパーソニックスのオクラホマシティへの移転が決定する。移転に伴いチーム名も変更され、スーパーソニックスはオクラホマシティ・サンダーに生まれ変わった。

### オクラホマシティ・サンダー
ロスターの大改造にチームの移転、チーム名の変更とこの2年で目まぐるしい変貌を遂げたサンダーだったが、ドアマットチームとしての立場は変わらず、2008-09シーズン前半はリーグ歴代最低勝率を更新する勢いで負け続けた。デュラントも206cmとパワーフォワード並みの身長でありながら、慣れないシューティングガードを任せられ、自然とアウトサイドシュートが中心となってFG成功率は低迷した。しかしP・J・カーリシモが解任され、スコット・ブルックスが新ヘッドコーチに就任すると、デュラントは本来のスモールフォワードに戻り、以降は高得点を連発。スリーポイントシュートの精度も大幅に改善された。エースの好調、ヘッドコーチの交代劇、そしてこの年の新人であるラッセル・ウェストブルックの活躍でチームの成績も上向き、最終的には前年よりも3勝分増の23勝59敗の成績となった。デュラントはオールスター・ウィークエンドのルーキー・チャレンジに出場し、アマーレ・スタウダマイアーが2004年に記録した36得点を破る大会記録の46得点を記録し、MVPを受賞。また同じくオールスター・ウィークエンドの新イベント、H-O-R-S-Eではジョー・ジョンソンやO.J.メイヨらを破って初代優勝を飾っている。デュラントのレギュラーシーズン成績は平均25.3得点、6.5リバウンド、2.8アシスト。FG成功率は47.6%、スリーポイントシュート成功率は42.2%といずれも前年より大きく改善された。
チームの飛躍と得点王
多くの専門家らは、2009-10シーズンのサンダーに期待を寄せた。デュラントにラッセル・ウェストブルック、ジェフ・グリーンの平均21.7歳という若さ溢れるチームの核が確立し、また7フッターのネナド・クリスティッチや好ディフェンダーのターボ・セフォロシャ、新人のジェームス・ハーデンと脇役も揃いつつあった。彼らは期待に応えた。過去2年間勝率3割以上を上回ることがなかったサンダーは開幕から勝率5割以上を維持すると、シーズン中盤には9連勝を記録する。チームを飛躍に導いたのはエースのデュラントだった。デュラントは9連勝中にも45得点を含む平均32.6得点を記録、レギュラーシーズン中8回の40得点以上を記録と得点能力を大きく開花させた。また29試合連続25得点以上、7試合連続30得点以上達成はスーパーソニックス時代を含むサンダーのフランチャイズ新記録を樹立。ついには得点王争いを演じるに至り、デュラントはリーグの大スターであるレブロン・ジェームズと得点王を争った末に、シーズン終盤にはレブロンをかわしてリーグトップに立った。レギュラーシーズンの成績は平均30.1得点、7.6リバウンド、2.8アシスト、FT成功率は90.0%。デュラントは史上最年少となる21歳と197日での得点王となった。NBAオールスターゲームにはコーチ推薦ながら初出場を果たし、15得点、5リバウンドを記録。H-O-R-S-Eにも出場し、連覇を達成している。チームはシーズン終盤まで失速することなく好調を維持し続け、最終成績は50勝32敗となった。前年の23勝から実に27勝分を積み上げたことになり、これはリーグ史上でも6番目の飛躍となった。大躍進の立役者であるデュラントはレギュラーシーズンMVPの投票でレブロン・ジェームズに次ぐ第2位の票を集め、オールNBAチーム選考では1stチームに初選出された。デュラントは一躍一流選手の仲間入りを果たしたのである。また、ブルックスHCはNBA最優秀コーチ賞を受賞している。サンダーに改名後初進出となったNBAプレーオフでは、1回戦でいきなり前年チャンピオンチームのロサンゼルス・レイカーズと対戦。コービー・ブライアントやパウ・ガソルら百戦錬磨のベテランスターを擁するレイカーズに対し、プレーオフ未経験の選手が大半を占める若いサンダーの方が明らかに分が悪く、結果はサンダーの1回戦敗退に終わったものの、デュラントらはチャンピオンチームから2勝を挙げるという健闘を見せた。
2010-11シーズン

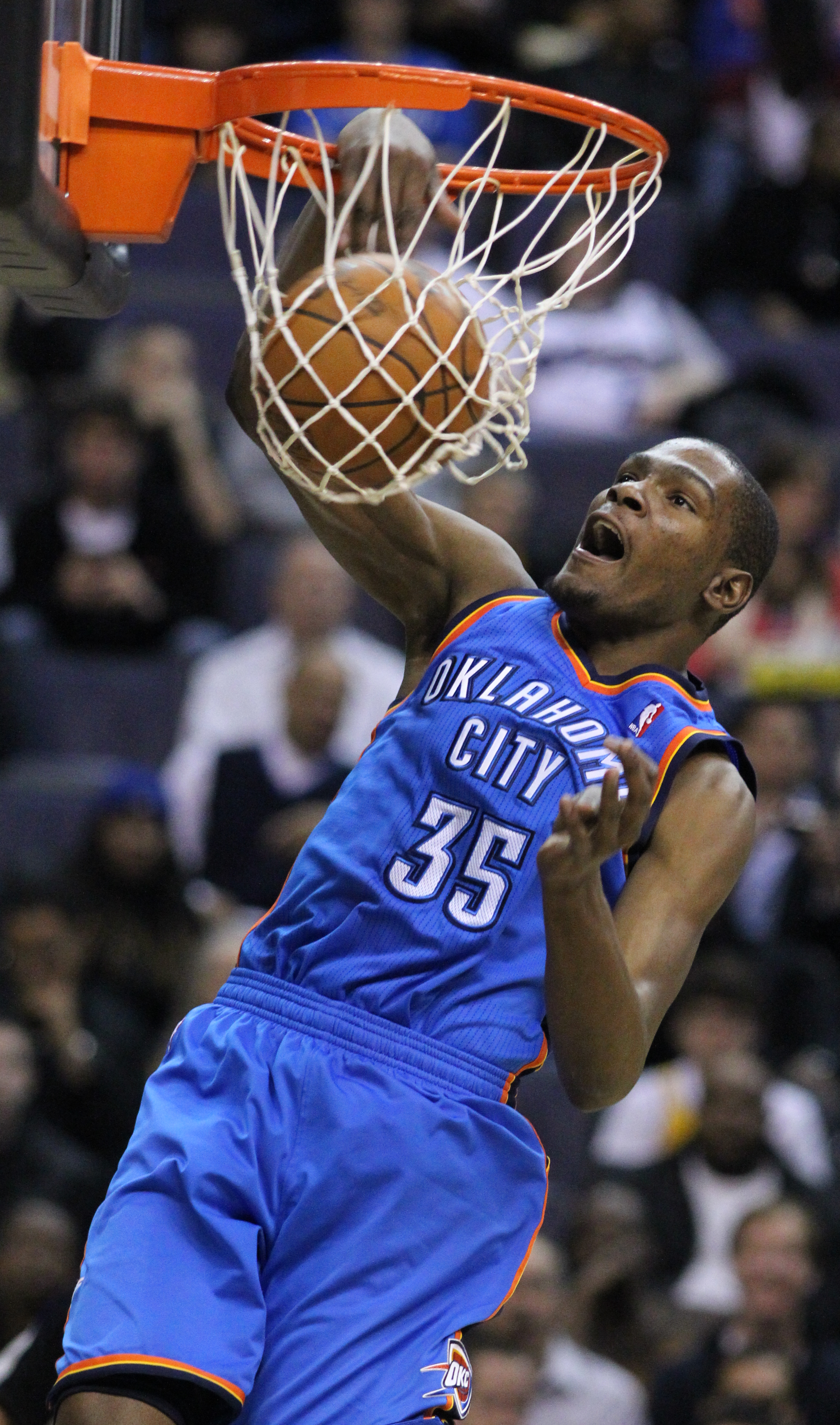
サンダー時代

同期入団で、低迷していたスーパーソニックス、サンダーを一緒に引っ張ってきたジェフ・グリーンがトレードで放出されたが、若手の脇役の成長もありチームはさらに躍進し55勝27敗で地区優勝を果たした。デュラントは2年連続得点王、オールNBA1stチーム、さらにはファン投票でオールスターに選ばれ、名実共にスーパースターと認められるようになった。プレーオフに入っても躍進し、ナゲッツ、グリズリーズを順調に破りカンファレンスファイナルまで進出しマーベリックスと対戦。デュラントは孤軍奮闘したが、ダーク・ノヴィツキー、ジェイソン・キッドなどをはじめとする経験豊富なスターたちに圧倒され1勝しかできずに敗退した。それでもドアマットチームからデュラントの成長と共にチームも成績を上げ地区優勝を果たし、さらにはカンファレンスファイナルまで進出し優勝争いができるチームまでに変貌を遂げ、来シーズン以降にリーグ制覇が期待できるシーズンとなった。
シーズンオフにはレブロン・ジェームズとヘルウイークと呼ばれるワークアウトを行なった。ロックアウトで短縮シーズンとなったが、個人成績もリバウンド、アシスト、ブロックショットでキャリアハイを記録してチームを牽引して47勝19敗の好成績でシーズンを終えて3年連続得点王となった。3年連続得点王になったのは史上最年少としてであり、マイケル・ジョーダンらに続き歴代7人目である。プレーオフでも順調に勝ち上がりカンファレンス・ファイナルではそれまでスイープで勝ち上がっていたサンアントニオ・スパーズであるが、いきなり2連敗してサンダーもスイープされるかと思われたがここから4連勝でスパーズを下して5年目にしてファイナルに駆け上がった。ここでファイナルの相手は昨年のリベンジに燃えるレブロン率いるマイアミ・ヒートであった。ヘルウイークを共に過ごすライバルであり現役TOP2ともいえる2人の対戦は現ベストプレーヤーを決める試合として大きな盛り上がりを見せた。ファイナルデビュー戦となった初戦、なんとデュラントは最終Qで得点ショーを披露して2001年にアレン・アイバーソンが記録した48得点に次ぐファイナルデビュー戦史上2位となる36得点を記録する活躍を見せた。しかしその後猛追しようとしたが、次第にレブロンが守備力の差を見せてエース対決で優位に進めるとチームもストップしてきた。レブロンとのマッチアップでファウルトラブルに陥り、重要な局面で活躍できなくなった。ファウルトラブルを恐れてサンダーはジェームス・ハーデンやターボ・セフォロシャをレブロンのマークにつけたが勢いを止められず、1勝4敗で敗退した。
オフにはロンドンオリンピックで金メダルと得点王を経験、さらには更なるレベルアップを期してふたたびレブロンとヘルウイークを過ごすこととなった。2012-13シーズン開幕前、チームは契約問題でハーデンを放出、デュラントはレブロンとの差をつめるべく守備での向上と共にオールラウンダーとしてレブロンのようにゲームメイクもするようになった。特に守備には並々ならぬ向上心を見せ、「ALL NBA DIFFENSIVE 1st TEAMに選出されたい」と発言するほどだった。近年のスコアラーではコービー・ブライアントやカーメロ・アンソニーがいるが彼らにはデュラントと同じ年齢の時にパスの意識などなかった。デュラントはすでにトップ選手ではあるが、自分に欠けている部分を冷静に判断して上を目指すと共に昨ファイナルでは負かされたレブロンと共にワークアウトを行うなど、非常に向上心が高い選手であることを示した。4年連続得点王とはならなかったがラリー・バードらに続く50-40-90を達成した史上6人目の選手となり、シーズンを通して活躍してALL NBA 1ST TEAMに選出された。しかし開幕前に目標としていた守備は期待されたほどには伸びず、レブロンとの差は開き「もう二番手は嫌だ」と悔しさをにじませた。それでも順調にプレーオフには進んだが、ここで初戦の相手はかつてのチームメイトであるハーデンが所属するヒューストン・ロケッツであった。しかしここでアクシデントがあった。ラッセル・ウェストブルックが負傷によりシーズンアウトとなった。頑丈で今まで欠場してなかったウェストブルックの離脱はあったが、ウェストブルックはボールを持ちすぎてゲームメイクより、自分で打つことを好み、エースであるデュラントを無視して打つこともしばしばありデュラントよりアテンプトも多かった。デュラントはボールに触れる時間が増えて楽しさを隠さずに「まるでストリートバスケットのようで楽しい」と発言した。ただし、暴走癖はあるがウェストブルックの積極的な仕掛けがリズムを作っていることも事実である。本人の発言とは裏腹に本人のパフォーマンスは落ちていきメンフィス・グリズリーズの前に屈することとなった。
2013-14シーズンは、シーズン中盤にウェストブルックが故障で離脱するなど、サンダーは苦境に立たされる。だが、その中でもデュラントは獅子奮迅の活躍を見せ、毎晩のようにハイスコアを叩き出し、チームを勝利に導いていった。このシーズン、彼は41試合連続25得点以上という大記録を打ちたて、40試合連続25得点以上を記録していたマイケル・ジョーダンを超え、NBA歴代3位に上り詰めた（その上の2人は、ウィルト・チェンバレンとオスカー・ロバートソンである）。ジョーダンの記録を超えたと言うことで、非常に大きな注目を浴びたが、本人は自身の記録にはあまり執着をしておらず、むしろ毎晩のように自身の得点のみがメディアで取り上げられる状況をあまり快くは思っていなかった。そして迎えた4月8日のサクラメント・キングス戦、サンダーは107-92で快勝したが、この試合のデュラントは23得点で、連続記録はこの試合で途絶えた。試合後のインタビューで、彼は「記録はチームに悪影響をもたらしていた。チームの試合でありながら、すべての注目が自分に集まることはあまり好きではなかった」と述べ、記録が途絶えたことに安堵していることを明かし、これで試合に集中できると語った。そもそもこの試合、第3クォーター終了時点でデュラントは23得点を記録しており、あと1本FGを決めるだけで、記録を更新することは容易なはずであった。しかし、彼は第4クォーターは出場せず、ベンチからチームの勝利を見守っていた。彼はあくまでもチームを優先し、意図的に自身の記録を途絶えさせた、とも捉えられる。だが、真相は本人のみが知るばかりである。いずれにしても、彼が大記録を打ち立てたことに変わりはなく、また、個人よりもチームを尊重するデュラントの姿勢は、多くの人々に感銘を与え、その人間性が絶賛されることとなった。
このシーズン、デュラントは上記の活躍などもあり、シーズンMVP投票では1位票を125票中119票を集め、キャリア初のシーズンMVPに選ばれた。MVP受賞後のセレモニーでは、感動的なスピーチを披露し、改めて、彼の優れた人格、人間性というものを伺わせた。このシーズンのデュラントの成績は、1試合平均32.0得点、7.4リバウンド、5.5アシスト。
最終的にサンダーは、復帰したウェストブルックの活躍などもあり、59勝23敗の成績でウエスタン・カンファレンスの第2シードを獲得し、プレーオフへ進出。ファーストラウンドのメンフィス・グリズリーズとのシリーズでは、プレーオフ史上初となる4試合連続オーバータイムとなるなど、死闘を繰り広げたが、4勝3敗で勝ち上がり、カンファレンス・セミファイナルへと進出した。続くロサンゼルス・クリッパーズとのシリーズも4勝2敗で制し、2年振りにカンファレンス・ファイナルの舞台まで勝ち上がった。しかし、カンファレンス・ファイナルでは、この年の王者となるサンアントニオ・スパーズの前に2勝4敗で屈し、無念のシーズンオフとなった。
2014-15シーズンは､キャンプ中に右第5中足骨基部骨折（通称：ジョーンズ骨折）の重傷を負い、開幕から1カ月の欠場を余儀なくされた。12月に入り、ようやく復帰したものの、その後も右足首の捻挫や再び右足を骨折するなど、苦難のシーズンになり、3月20日に残り試合を欠場することが、サンダー側から発表された。
2015-16シーズンはMVP受賞の2年前と違わぬ成績を残しサンダーの地区優勝に貢献、ウェスタンカンファレンス第3シードを獲得した。プレーオフ1回戦ではマーベリックスを4勝1敗で難なく下し、セミファイナルのスパーズ戦では下馬評を覆し4勝2敗でカンファレンスファイナルに進出。ファイナルをかけたウォリアーズとの対戦は3勝1敗と追い詰めながらもそこから3連敗を喫し、4年ぶりのファイナル進出とはならなかった。

### ゴールデンステート・ウォリアーズ

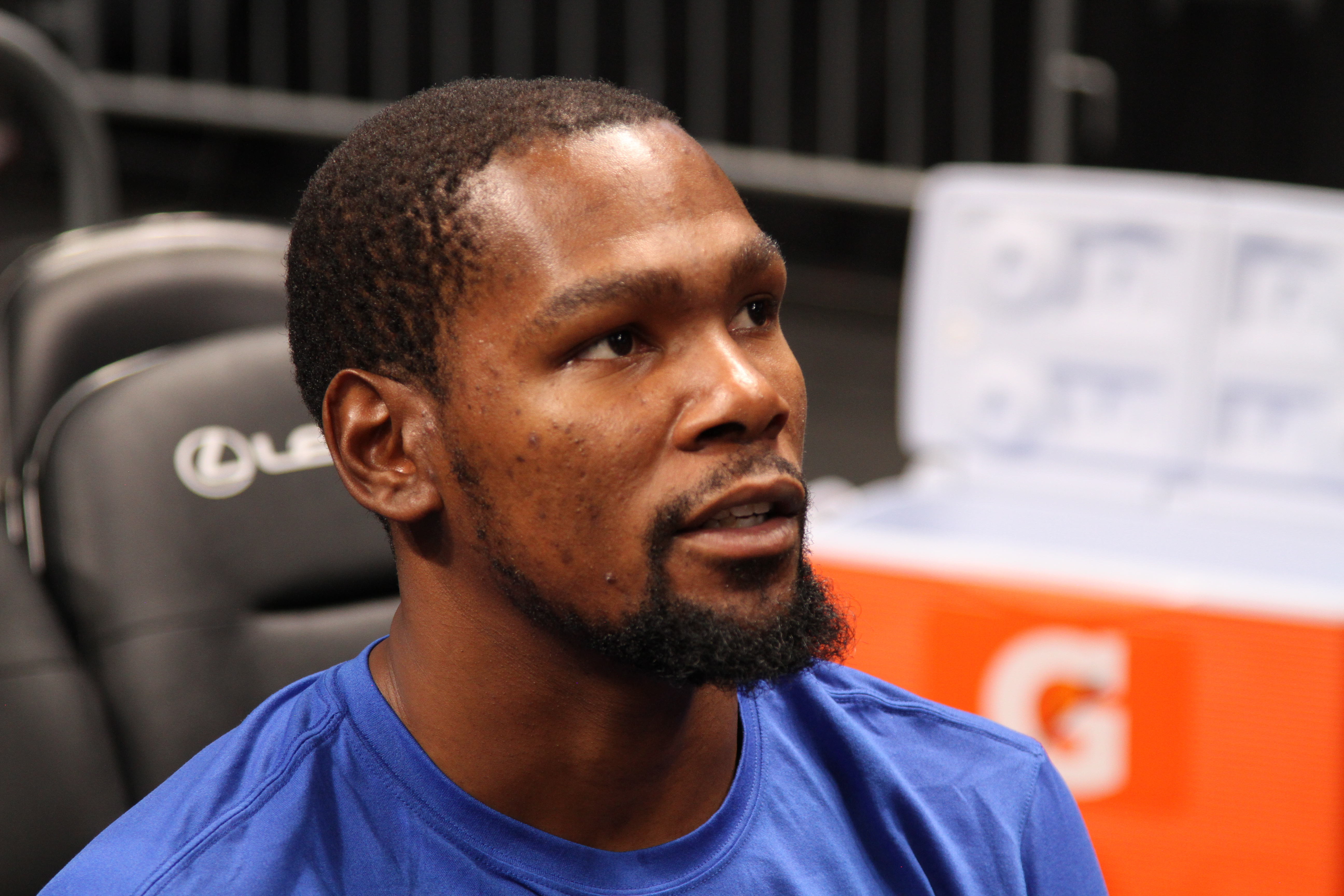
2017年のデュラント

#### 2016-2017シーズン
2016年7月4日、デュラントは悲願のNBAチャンピオンを目指すため、ゴールデンステート・ウォリアーズとの2年総額5430万ドルの契約に合意した。この古巣のライバルにして優勝候補筆頭のチームへの移籍は「負けた相手の軍門に降る」として悪質だといわれ大きな非難を受けた。デュラントの獲得を巡っては出身地のワシントン・ウィザーズを含めた非常に多くのチームが名乗りを上げていたが、デュラント側が面談を許可したのは優勝の可能性が高いオクラホマシティ・サンダー、ロサンゼルス・クリッパーズ、サンアントニオ・スパーズ、ボストン・セルティックス、マイアミ・ヒート、そしてゴールデンステート・ウォリアーズの6チームだけであった。面談は数日に渡り、1チーム数時間にも及ぶ長いプレゼンテーションが行われ、GMやオーナーなどの大物役員は勿論、チームの主力選手や街ゆかりの有名人も駆け付けるという一大イベントであった（セルティックスはNFLニューイングランド・ペイトリオッツのトム・ブレイディ、MLBボストン・レッドソックスのデビッド・オルティーズらを招いていた）。
11月3日、オラクル・アリーナでサンダーを迎えた古巣との初対決では39得点を記録し試合に勝利。11月10日のデンバー・ナゲッツ戦では、昨季から続いていた1試合20得点の連続記録がマイケル・ジョーダンに並ぶ72試合で途切れたものの試合は快勝した。以降もステフィン・カリー、クレイ・トンプソンらと共にウォリアーズを牽引し、2017年1月19日には8年連続でNBAオールスターゲームに出場が決定、先発選手に選ばれた。2月11日、移籍後初めてサンダーのホームチェサピーク・エナジー・アリーナに乗り込むと大ブーイングが出迎えた。試合中ボールを触る度にブーイングを受け、ラッセル・ウェストブルックやアンドレ・ロバーソンとのトラッシュ・トークなど白熱した試合内容になったが、チームハイの34得点を記録しチームの勝利に貢献した。
2月28日のワシントン・ウィザーズ戦試合開始1分、マルチン・ゴルタットとのリバウンド争いで倒れたザザ・パチュリアが左膝にぶつかり急遽退場するアクシデントに見舞われた。MRI検査の結果、内側側副靱帯（MCL）の過伸展と頸骨挫傷を負ったことが判明して一時戦線離脱することとなった。故障から約5週間後のニューオーリンズ・ペリカンズ戦で復帰、16得点、10リバウンドを記録した。ウォリアーズは67勝15敗でリーグトップの成績でレギュラーシーズンを終了。カンファレンスプレーオフでも圧倒的な強さで勝ち上がり、3年連続の対決となったクリーブランド・キャバリアーズとのNBAファイナルで、デュラントは平均35.2得点、8.4リバウンド、5.4アシストとウォリアーズを牽引し、4勝1敗でNBAチャンピオンに導き、NBAファイナルMVPに選出された。

#### 2017-2018シーズン
2年目のプレーヤーオプションを破棄し、ノンバード条項によって1年総額3400万ドルのマックス契約を結ぶと思われていたが2年総額5300万ドル（1年目は2590万ドル、2年目はプレーヤーオプション）の減俸を受け入れる異例の契約を交わした。
2017年12月11日、シーズン第8週のウェスタンカンファレンス週間最優秀選手に選ばれた。これは、今季ウォリアーズの選手として初の選出であり、キャリアでは26度目となった。前週の3試合と合わせて6-0でロードトリップを乗り切ったウォリアーズをリードしたデュラントは、第8週に行われた3試合で平均30得点、9.3リバウンド、7.3アシスト、1.0スティール、2.67ブロックを記録した。2018年1月10日に行われたロサンゼルス・クリッパーズ戦で通算20000得点を達成した。この試合でデュラントは40得点を記録、29歳103日での達成はレブロン・ジェームズの28歳17日に次ぐ史上2番目の若さでの達成となった
NBAオールスターゲームにも先発出場。2018年2月14日に行われたポートランド・トレイルブレイザーズ戦でシーズン・ハイとなる50得点、7リバウンド、6アシストを記録した。デュラントが50得点以上を記録するのはウォリアーズ移籍後初であり、キャリア通算では5回目となった。その後も高いパフォーマンスを発揮していたが、3月16日に肋軟骨骨折で2週間離脱することが発表された。同29日のバックス戦で復帰し、31日のサクラメント・キングス戦で27得点を記録して復活を印象付けた。
プレーオフでも躍動を見せ、2連覇したNBAファイナルでは平均28.8得点、10.8リバウンド、7.5アシストを記録し、2年連続でNBAファイナルMVPに選出された。

#### 2018-2019シーズン

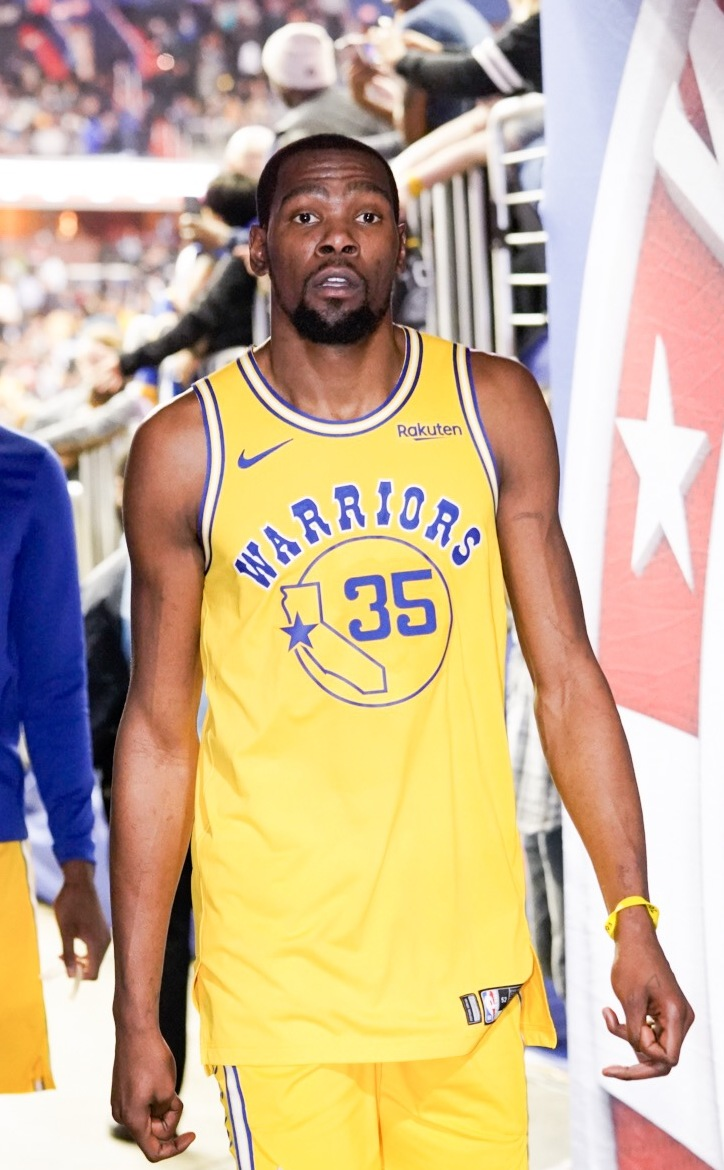
ウォリアーズで最後のシーズンとなった2019年のデュラント

2018年7月7日、デュラントは2年目のプレーヤーオプションを含む、2年総額6150万ドルの契約でゴールデンステート・ウォリアーズと再契約した。2018年11月12日に行われたクリッパーズとの延長戦の敗戦の際、グリーンはデュラントがシーズン後にフリーエージェントとなることを巡って罵倒した。その後、その恫喝が話題となりグリーンは出場停止処分を受けている。11月29日、ウォーリアーズはトロント・ラプターズとの試合に131-128で敗れたものの、デュラントはシーズンハイとなる51得点を記録し、3試合続けて40得点以上を記録した。10年連続でオールスターに選出された。プレーオフ1回戦、ロサンゼルス・クリッパーズとの第5戦目で、彼はロサンゼルス・クリッパーズに 129-121で敗れたが、プレーオフでのキャリアハイとなる45得点を記録した。第6戦では、ウォーリアーズは129-110で勝利し、デュラントは更にプレーオフでのキャリアハイとなる50得点を記録した。ウェスタン・カンファレンス準決勝、ヒューストン・ロケッツとの第5戦で、デュラントは右ふくらはぎを損傷して9試合を欠場。その間にウォーリアーズはウェスタン・カンファレンス決勝に進出し、そこでポートランド・トレイルブレイザーズをスイープし、5年連続となるNBAファイナル進出を決めた。NBAファイナルではカワイ・レナード率いるトロント・ラプターズと対戦し、第4戦終了時点でウォーリアーズはラプターズに1-3と追い込まれた。続く第5戦でデュラントは右ふくらはぎの故障を残したまま強行出場し、満身創痍の状態ながらも第1クォーターに11得点を記録し、チームに貢献した。しかし、第2クォーターが始まって2分後、サージ・イバカをドライブで抜こうとした際に右アキレス腱断裂という重傷を負い、コートを去る事になった。ウォーリアーズはこの試合に勝ったが、第6戦でトロント・ラプターズに敗北し、NBAファイナル3連覇とならなかった。
6月30日、デュラントがブルックリン・ネッツと契約することを計画していると発表すると、7月1日にウォリアーズの共同オーナーであるジョー・レイコブは、デュラントの長年に渡る多大な功績を称え、背番号35を球団の永久欠番にすることを発表した。

### ブルックリン・ネッツ
2019年7月7日にブルックリン・ネッツと4年総額1億6400万ドルで契約した。しかし、加入1年目の2019-20シーズンは前述の重傷に加え、2020年3月には新型コロナウイルスに感染したこともあり、シーズン全休となることが決定した。

#### 2020-21シーズン
2020年12月22日のウォリアーズ戦にて、約2年ぶりに公式戦に復帰し、ネッツの選手としてデビューを果たした。試合は125-99で勝利し、22得点、5リバウンド、3アシスト、3スティールを記録した。2021年1月14日、ジェームス・ハーデンが4チーム間の大型トレードでネッツに移籍したことで、デュラントとハーデンは再びチームメイトとなった。2021年1月16日のオーランド・マジック戦でシーズンハイの42得点を記録し、122-115で勝利した。2月5日のトロント・ラプターズでは安全衛生プロトコルの関係で、キャリア初ベンチスタートとして出場した。2月にはハムストリングを痛め、23試合の欠場を余儀なくされた。4月2日、デュラントは俳優のマイケル・ラパポートにSNSを通じて、ダイレクトメッセージで暴言を連発したなどにより、リーグから5万ドルの罰金を科された。2021年のNBAオールスターゲームでは自身初のチームキャプテンとなった。

#### 2021-22シーズン
2021年8月8日にネッツと4年総額1億9800万ドルの延長契約を結んだ。11月24日のボストン・セルティックス戦では21得点を記録し、アレン・アイバーソンを抜いて通算総得点で歴代25位に浮上した。12月12日のデトロイト・ピストンズ戦でシーズンハイの51得点を記録し、チームは116-104で勝利した。2022年1月28日に自身2度目となるオールスターゲームのチームキャプテンに選ばれた。しかし、左膝の故障によりこの年もオールスターゲームを欠場した。またオールスターゲーム当日の朝に祖母が亡くなり、参加する予定だったNBA75周年記念セレモニーを欠席することになった。4月3日のアトランタ・ホークス戦でシーズンハイの55得点を記録した。しかしチームは115-122で破れた。プレーオフでは1回戦で前年勝利したセルティックスに4連敗し敗退した。
オフにトレードを要求したが、オーナーやGMとの面談の末、残留した。

#### 2022-23シーズン
3年連続でオールスターゲームに選出されたが、故障のためまたしても欠場することになった。

### フェニックス・サンズ
2023年2月9日にミカル・ブリッジズ、キャメロン・ジョンソン、ジェイ・クラウダー、4つのドラフト1巡目指名権とのトレードで、T・J・ウォーレンと共にフェニックス・サンズへ移籍した。デュラントは背番号7番を希望したが、その番号はケビン・ジョンソンが着用して以降永久欠番となっていたため、大学時代やウォーリアーズとしてのキャリアを通して着用していた35番となった。
右膝の故障の影響で3月1日に行われたシャーロット・ホーネッツ戦でデビューした。約27分間出場し、23得点でサンズの勝利に貢献した。

#### 2023-24シーズン
開幕前、ワシントン・ウィザーズとのトレードでブラッドリー・ビールがサンズへ加入。ビール、デビン・ブッカー、デュラントの"BIG3"が結成された。
2024年2月24日のヒューストン・ロケッツ戦で28得点を記録し、通算得点数においてカーメロ・アンソニー（2万8296得点）を抜き、歴代9位となった。
デュラントはRSで75試合に出場。平均37.2分に出場し、27.1得点（リーグ5位）、6.6リバウンド、5.0アシストを記録した。チームはプレーオフに進出し、1回戦でミネソタ・ティンバーウルブズと対戦したが4連敗、ストレート負けを喫した。

#### 2024-25シーズン
10月26日のダラス・マーベリックス戦で31得点を記録し、NBA史上8人目となる通算2万9000得点を達成した。11月8日のダラス・マーベリックス戦で左腓腹筋を捻挫する怪我を負い、7試合の欠場を余儀なくされた。同月27日の復帰戦となるロサンゼルス・レイカーズ戦で23得点、6リバウンドを記録し、チームは127-100で勝利した。12月21日のデトロイト・ピストンズ戦でシーズンハイとなる43得点を記録したが、チームは125-133で敗れた。
2025年1月25日に自身15度目となるオールスターにウェスタン・カンファレンスのスターターとして選出された。2月11日のメンフィス・グリズリーズ戦で34得点を記録し、NBA史上8人目となる通算3万得点を達成した。3月21日のクリーブランド・キャバリアーズ戦で42得点、6リバウンド、8アシストを記録し、レブロン・ジェームズに次いで史上2人目となるNBAの全30チームから40得点以上を記録した選手となった。

### ヒューストン・ロケッツ
2025年7月6日、NBA史上最大の7チーム間トレードによって、ヒューストン・ロケッツに移籍した。

## 代表歴

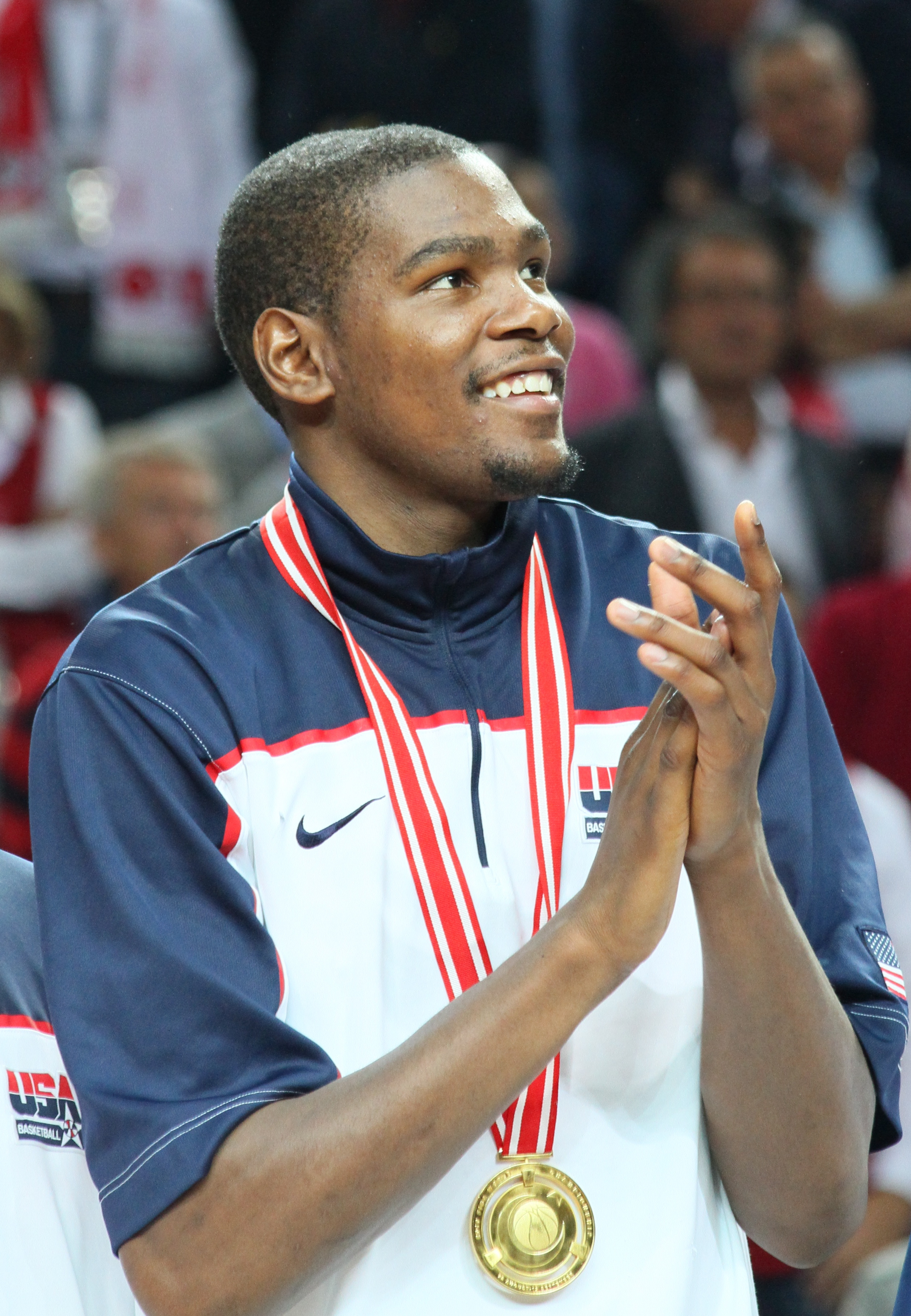
2010年の世界選手権にて

デュラントはテキサス大学在学中の2007年2月にアメリカ代表のトレーニングキャンプに招待された。大学1年生にして代表キャンプ入りしたのはグレッグ・オデンに次いで2人目だった。同年の夏のキャンプにも参加したが、2008年の北京オリンピックの代表には選ばれなかった。デュラントが初めてNBAの得点王に輝いた2010年の夏、彼は世界選手権の代表に選ばれた。しかし北京オリンピックで金メダルを獲得したメンバーの殆どが代表入りを辞退し、ベテランはチャンシー・ビラップスとラマー・オドムの2名のみとなったため、選手権代表チームは非常に若いチームとなり、コービー・ブライアントやレブロン・ジェームズなどのビッグネームが居ないこの代表チームの前評判は決して高くなかった。ところが成長著しいデュラントが世界選手権でも大活躍を見せた。デュラントはトーナメント通算205得点、1試合38得点を含む平均22.8得点を記録して見事にチームを優勝に導き、大会MVPに選ばれた。

## 選手としての特徴
スコアラーとして求められる能力をほぼ全て兼ね備えており、エリアの中でも外でも得点することができる。高いボールハンドリング力とシュート力、体格の良さを活かした驚異的な得点能力が強みで、高い打点から超高確率で沈めるプルアップジャンパーは大きな武器として知られている。現役選手では最多となる4回の得点王を獲得しており、5年間で4度得点王になったのはマイケル・ジョーダンに次いで史上2人目のことである。キャリア初期はアイソレーションで切り込んでの形を得意としていたが、すぐに外側からも得点できる優秀なオフボール選手に成長した。
50-40-90を過去2度にわたって達成しており、2度目の達成となった2022-23シーズンに記録した「55-40-90」という記録はNBA史上初の快挙である。
パスやディフェンスもキャリア初期においては批判を受けていたが、2010年から2014年まで毎年アシスト数を増やし、守備も改善を見せた。

## タイトル・記録
NBA

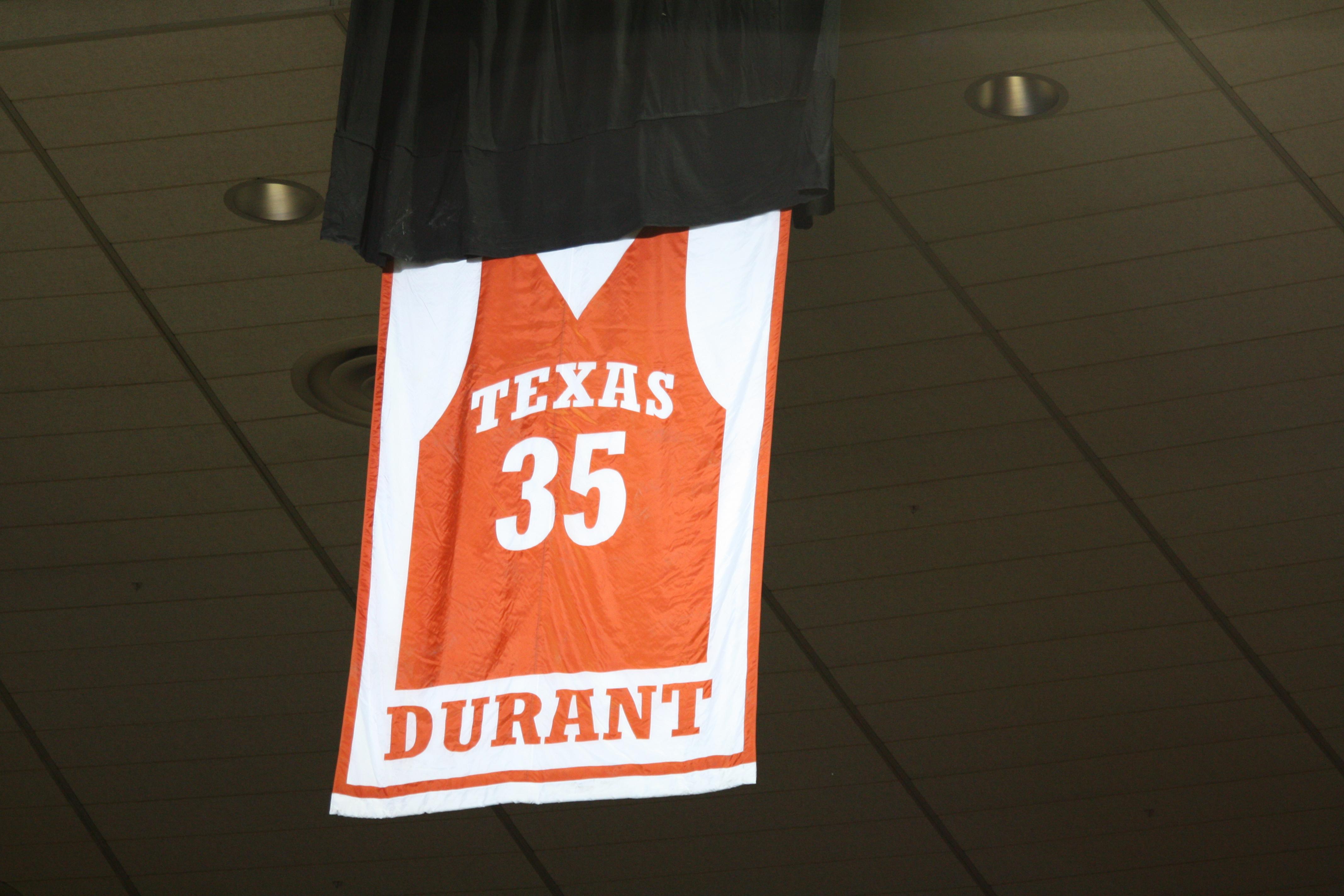
テキサス大学時代に着用した背番号「35」は永久欠番となっている。

- 2× NBAチャンピオン（2017、2018）
- 2× NBAファイナルMVP（2017、2018）
- NBAシーズンMVP（2014）
- 14× NBAオールスター（2010 - 2019、2021 - 2024）
- NBAオールスターゲームMVP（2012、2019）
- 6× オールNBAファーストチーム（2010 - 2014、2018）
- 5× オールNBAセカンドチーム（2016、2017、2019、2022、2024）
- 4× NBA得点王（2010 - 2012、2014）
- NBA新人王（2008）
- NBAオールルーキー・ファーストチーム（2008）
- NBAルーキーチャレンジMVP（2009）

USAバスケットボール
- 4× オリンピック金メダル（2012、2016、2020、2024）
- オリンピック最優秀選手賞：2020
- FIBAワールドカップ金メダル（2010）
- FIBAワールドカップMVP（2010）
- 3× USAバスケットボール男子年間最優秀アスリート（2010、2016、2021）

NCAA
- ネイスミス・カレッジ年間最優秀選手賞（2007）[75]
- NABCディビジョンⅠ年間最優秀選手賞（2007）[18]
- オスカー・ロバートソン・トロフィー（2007）[19]
- アドルフ・ラップ・トロフィー（2007）[20]
- ジョン・R・ウッデン賞（2007）[76]
- Big 12年間最優秀選手（2007）
- USBWAナショナル・フレッシュマン・オブ・ザ・イヤー（2007）
- No. 35 テキサス・ロングホーンズ永久欠番

ハイスクール
- マクドナルド・オール・アメリカンMVP（2006）
- パレード誌オールアメリカン・ファーストチーム（2006）
- パレード誌オールアメリカン・セカンドチーム（2005）

## 個人成績
参照：

### NBA

#### レギュラーシーズン
| シーズン     | チーム       | GP             | GS             | MPG            | FG%            | 3P%            | FT%            | RPG            | APG            | SPG            | BPG            | PPG            |                |
| ------------ | ------------ | -------------- | -------------- | -------------- | -------------- | -------------- | -------------- | -------------- | -------------- | -------------- | -------------- | -------------- | -------------- |
| 2007–08      | SEA          | 80             | 80             | 34.6           | .430           | .288           | .873           | 4.4            | 2.4            | 1.0            | .9             | 20.3           |                |
| 2008–09      | OKC          | 74             | 74             | 39.0           | .476           | .422           | .863           | 6.5            | 2.8            | 1.3            | .7             | 25.3           |                |
| 2009–10      | OKC          | 82*            | 82*            | 39.5           | .476           | .365           | .900           | 7.6            | 2.8            | 1.4            | 1.0            | 30.1*          |                |
| 2010–11      | OKC          | 78             | 78             | 38.9           | .462           | .350           | .880           | 6.8            | 2.7            | 1.1            | 1.0            | 27.7*          |                |
| 2011–12      | OKC          | 66*            | 66*            | 38.6           | .496           | .387           | .860           | 8.0            | 3.5            | 1.3            | 1.2            | 28.0*          |                |
| 2012–13      | OKC          | 81             | 81             | 38.5           | .510           | .416           | .905*          | 7.9            | 4.6            | 1.4            | 1.3            | 28.1           |                |
| 2013–14      | OKC          | 81             | 81             | 38.5           | .503           | .391           | .873           | 7.4            | 5.5            | 1.3            | .7             | 32.0*          |                |
| 2014–15      | OKC          | 27             | 27             | 33.8           | .510           | .403           | .854           | 6.6            | 4.1            | .9             | .9             | 25.4           |                |
| 2015–16      | OKC          | 72             | 72             | 35.8           | .505           | .388           | .898           | 8.2            | 5.0            | 1.0            | 1.2            | 28.2           |                |
| 2016–17      | GSW          | 62             | 62             | 33.4           | .537           | .375           | .875           | 8.3            | 4.9            | 1.1            | 1.6            | 25.1           |                |
| 2017–18      | GSW          | 68             | 68             | 34.2           | .516           | .419           | .889           | 6.8            | 5.4            | .7             | 1.8            | 26.4           |                |
| 2018–19      | GSW          | 78             | 78             | 34.6           | .521           | .353           | .885           | 6.4            | 5.9            | .7             | 1.1            | 26.0           |                |
| 2019–20      | BKN          | 負傷により全休 | 負傷により全休 | 負傷により全休 | 負傷により全休 | 負傷により全休 | 負傷により全休 | 負傷により全休 | 負傷により全休 | 負傷により全休 | 負傷により全休 | 負傷により全休 | 負傷により全休 |
| 2020–21      | BKN          | 35             | 32             | 33.1           | .537           | .450           | .882           | 7.1            | 5.6            | .7             | 1.3            | 26.9           |                |
| 2021–22      | BKN          | 55             | 55             | 37.2           | .518           | .383           | .910           | 7.4            | 6.4            | .9             | .9             | 29.9           |                |
| 2022–23      | BKN          | 39             | 39             | 36.0           | .559           | .376           | .934           | 6.7            | 5.3            | .8             | 1.5            | 29.7           |                |
| 2022–23      | PHX          | 8              | 8              | 33.6           | .570           | .537           | .833           | 6.4            | 3.5            | .3             | 1.3            | 26.0           |                |
| 2022-23計    | PHX          | 47             | 47             | 35.6           | .560           | .404           | .919           | 6.7            | 5.0            | .7             | 1.4            | 29.1           |                |
| 2023–24      | PHX          | 75             | 75             | 37.2           | .523           | .413           | .856           | 6.6            | 5.0            | .9             | 1.2            | 27.1           |                |
| 2024–25      | PHX          | 62             | 62             | 36.5           | .527           | .430           | .839           | 6.0            | 4.2            | .8             | 1.2            | 26.6           |                |
| 通算         | 通算         | 1123           | 1120           | 36.7           | .502           | .390           | .882           | 7.0            | 4.4            | 1.0            | 1.1            | 27.2           |                |
| オールスター | オールスター | 12             | 10             | 25.9           | .525           | .351           | .897           | 6.0            | 3.8            | 1.7            | .4             | 22.7           |                |

- 2021年と2022年のオールスターゲームは選出されながらも故障のため不出場

#### プレーイン
| シーズン | チーム | GP | GS | MPG  | FG%  | 3P%  | FT%   | RPG | APG  | SPG | BPG | PPG  |
| -------- | ------ | -- | -- | ---- | ---- | ---- | ----- | --- | ---- | --- | --- | ---- |
| 2022     | BKN    | 1  | 1  | 41.7 | .563 | .500 | 1.000 | 5.0 | 11.0 | 2.0 | 3.0 | 25.0 |
| 通算     | 通算   | 1  | 1  | 41.7 | .563 | .500 | 1.000 | 5.0 | 11.0 | 2.0 | 3.0 | 25.0 |

#### プレーオフ
| シーズン | チーム | GP  | GS  | MPG  | FG%  | 3P%  | FT%  | RPG | APG | SPG | BPG | PPG  |
| -------- | ------ | --- | --- | ---- | ---- | ---- | ---- | --- | --- | --- | --- | ---- |
| 2010     | OKC    | 6   | 6   | 38.5 | .350 | .286 | .871 | 7.7 | 2.3 | .5  | 1.3 | 25.0 |
| 2011     | OKC    | 17  | 17  | 42.5 | .449 | .339 | .838 | 8.2 | 2.8 | .9  | 1.1 | 28.6 |
| 2012     | OKC    | 20  | 20  | 41.9 | .517 | .373 | .864 | 7.4 | 3.7 | 1.5 | 1.2 | 28.5 |
| 2013     | OKC    | 11  | 11  | 44.1 | .455 | .314 | .830 | 9.0 | 6.3 | 1.3 | 1.1 | 30.8 |
| 2014     | OKC    | 19  | 19  | 42.9 | .460 | .344 | .810 | 8.9 | 3.9 | 1.0 | 1.3 | 29.6 |
| 2016     | OKC    | 18  | 18  | 40.3 | .430 | .282 | .890 | 7.1 | 3.3 | 1.0 | 1.0 | 28.4 |
| 2017     | GSW    | 15  | 15  | 35.5 | .556 | .442 | .893 | 7.9 | 4.3 | .8  | 1.3 | 28.5 |
| 2018     | GSW    | 21  | 21  | 38.4 | .487 | .341 | .901 | 7.8 | 4.7 | .7  | 1.2 | 29.0 |
| 2019     | GSW    | 12  | 12  | 36.8 | .517 | .438 | .903 | 4.9 | 4.5 | 1.1 | 1.0 | 32.3 |
| 2021     | BKN    | 12  | 12  | 40.4 | .514 | .402 | .871 | 9.3 | 4.4 | 1.5 | 1.6 | 34.3 |
| 2022     | BKN    | 4   | 4   | 44.0 | .386 | .333 | .895 | 5.8 | 6.3 | 1.0 | .3  | 26.3 |
| 2023     | PHX    | 11  | 11  | 42.4 | .478 | .333 | .917 | 8.7 | 5.5 | .8  | 1.4 | 29.0 |
| 2024     | PHX    | 4   | 4   | 42.1 | .552 | .417 | .824 | 6.5 | 5.5 | .8  | 1.4 | 29.0 |
| 通算     | 通算   | 170 | 170 | 40.5 | .477 | .356 | .868 | 7.8 | 4.2 | 1.0 | 1.2 | 29.3 |

### カレッジ
| シーズン | チーム   | GP | GS | MPG  | FG%  | 3P%  | FT%  | RPG  | APG | SPG | BPG | PPG  |
| -------- | -------- | -- | -- | ---- | ---- | ---- | ---- | ---- | --- | --- | --- | ---- |
| 2006–07  | テキサス | 35 | 35 | 35.9 | .473 | .404 | .816 | 11.1 | 1.3 | 1.9 | 1.9 | 25.8 |